# Pinocchios äventyr (film, 1996)
Pinocchios äventyr (engelska: The Adventures of Pinocchio) är en brittisk-fransk-tysk-tjeckisk-amerikansk familje- och fantasyfilm från 1996. Filmen bygger på barnboken Pinocchios äventyr av Carlo Collodi och regisserades av Steve Baron.

## Handling
Gepetto är en ensam dockmakare som lever genom sina trädockor. En dag skapar han sitt livs mästerverk, dockan Pinocchio, och som genom ett mirakel början dockan att gå och prata. Pinocchio möter Volpe och Felinet (en räv och en katt som uppträder i mänsklig form) som förstår att Pinocchio är värd mycket pengar och berättar detta för den elake nöjesfältsdirektören Lorenzini. Han försöker köpa Pinocchio av Gepetto som vägrar.
Pinocchio är besluten att han ska bli en riktig pojke. Han följer med några pojkar till skolan och blir där retad för sitt utseende. När klassföreståndaren ställer några frågor till Pinocchio ljuger han och för varje lögn växer hans näsa. Pinocchio tar några bakelser från bagaren och undkommer polisen. Pepe, en syrsa som kan prata, säger att han är Pinocchios samvete och tillrättavisar honom. Pinocchio och Gepetto arresteras för bagerihändelsen och Gepetto får betala tre årslöner i skadestånd. Lorenzini erbjuder sig att betala böterna mot att han får Pinocchio. Dockan räddar andra dockor från att eldas upp av Lorenzini och flyr därefter in i skogen.
Pinocchio och några andra skolpojkar går till Lorenzinis nöjespark, Terra Magica, där pojkarna förvandlas till åsnor efter att ha druckit ett magiskt vatten. Pinocchio undkommer det farliga vattnet då detta rinner ut ur de kulhål han fått vid målskyttebanan. En av åsnorna sparkar till Lorenzini så han ramlar i vattnet och förvandlas till ett sjömonster. Monstret slukar både Pinocchio och Gepetto som är ute i en båt. Gepetto och Pinocchio återförenas i monstrets mage. Pinocchio börjar säga den ena lögnen efter den andra, så att den växande näsan genomborrar monstret inifrån. Till slut förvandlas Pinocchio till en riktig levande pojke.

## Rollista
| Roll            | Skådespelare                  | Svensk röst          |
| --------------- | ----------------------------- | -------------------- |
| Gepetto         | Martin Landau                 | Per Myrberg          |
| Pinocchio       | Jonathan Taylor Thomas (röst) | Jakob Lundqvist      |
| Leona           | Geneviève Bujold              | Jane Friedmann       |
| Lorenzini       | Udo Kier                      | Thomas Hellberg      |
| Felinet         | Bebe Neuwirth                 | Gunilla Röör         |
| Volpe           | Rob Schneider                 | Andreas Nilsson      |
| Lampwick        | Corey Carrier                 | Christoffer Paulsson |
| bagaren         | Marcello Magni                | Staffan Hallerstam   |
| bagarens fru    | Dawn French                   | Lis Nilheim          |
| Saleo           | Richard Claxton               | Filip Sellberg       |
| Tino            | Griff Rhys Jones              | Ulf Eklund           |
| skolläraren     | John Sessions                 | Jonas Bergström      |
| fredsdomaren    | Jean-Claude Drouot            | Torsten Wahlund      |
| förmannen       | Jean-Claude Dreyfus           |                      |
| skurk           | Teco Celio                    |                      |
| skurk           | Wilfred Benaïche              |                      |
| Zito            | Erik Averlont                 |                      |
| syrsan Pepe     | David Doyle (röst)            | Lars Edström         |
| Luigi           | Vladimir Koval                |                      |
| Lampwicks mamma | Daniela Tolkien               |                      |
| Luigis hustru   | Anita Zagaria                 | Pia Johansson        |
| Utroparen       |                               | Stig Engström        |
| Infantino       |                               | Niklas Lind          |

- Svensk översättning och bearbetning – Lars Edström, Britt Olofsson
- Dialogregi – Britt Olofsson
- Musikalisk ledning – Torbjörn Neiman
- Musiktekniker – Håkan Wollgård
- Producent – Mari-Anne Barrefelt
- Ljudtekniker – Lars Klettner
- Svensk version producerad av Barrefelt Produktion[2][3]

## Om filmen
Filmen producerades av Raju Patel och Jeffrey M. Sneller för Allied Pinocchio Productions Ltd, Davis Films och Dieter Geissler Filmproduktion GmbH & Co. KGM. Manus skrevs av Sherry Mills, Steve Barron, Tom Benedek och Barry Berman och filmen fotades av Juan Ruiz Anchia. Musiken komponerades av Rachel Portman och filmen klipptes av Sean Barton, David Finfer (kompletterande) och Nick Thompson (kompletterande). Den hade premiär i USA den 26 juli 1996 och hade svensk biopremiär den 24 oktober 1997.

## Soundtrack
| Nr           | Titel                                           | Kompositör                                             | Artist                                          | Längd |
| ------------ | ----------------------------------------------- | ------------------------------------------------------ | ----------------------------------------------- | ----- |
| 1.           | II Colosso                                      | Brian May, Lee Holdridge                               | Jerry Hadley, Sissel, Brian May, Just William   | 7:36  |
| 2.           | Luigi's Welcome                                 | Spencer Proffer, David Goldsmith (lyricist), Holdridge | Jerry Hadley                                    | 2:33  |
| 3.           | All For One                                     | Craig Taubman                                          | The Morling School Ensemble with Jonathan Shell | 2:27  |
| 4.           | Kiss Lonely Good-Bye (with Orchestra)           | Stevie Wonder                                          | Stevie Wonder                                   | 4:39  |
| 5.           | Hold on to Your Dream (with Orchestra)          | Wonder                                                 | Stevie Wonder                                   | 4:21  |
| 6.           | Theme from Pinocchio                            | Rachel Portman                                         |                                                 | 7:17  |
| 7.           | Lorenzini                                       | Portman                                                |                                                 | 3:22  |
| 8.           | Terra Magica                                    | Portman                                                |                                                 | 3:56  |
| 9.           | Pinnocchio Becomes a Real Boy                   | Portman                                                |                                                 | 5:10  |
| 10.          | Kiss Lonely Good-Bye (Harmonica with Orchestra) | Wonder                                                 | Stevie Wonder                                   | 4:39  |
| 11.          | Pinnocchio's Evolution                          | Wonder                                                 | Geppetto's Workshop                             | 3:46  |
| 12.          | What Are We Made Of                             | May                                                    | Brian May, Sissel                               | 3:41  |
| 13.          | Hold on to Your Dream                           | Wonder                                                 | Stevie Wonder                                   | 6:00  |
| 14.          | Kiss Lonely Good-Bye                            | Wonder                                                 | Stevie Wonder                                   | 5:02  |
| Total längd: | Total längd:                                    | Total längd:                                           | Total längd:                                    | 64:38 |